# Spanish Movie
Spanish Movie  è un film del 2009 diretto da Javier Ruiz Caldera.

## Trama
Ramira lavora nella casa di Laura come domestica e bambinaia dei suoi figli: Simeón e Ofendia. Sfortunatamente, Ramira uccide il ragazzo perché ha visto il sole nonostante soffrisse di fotodermite. La donna cerca di nascondere il suo crimine e mente alla madre sulla morte di suo figlio.